# 아사드 간마
아사드 간마(1930년 2월 14일 – 2006년 7월 18일, 아랍어: أسعد غنما)는 요르단의 군인으로, 동방 정교회 신자이기도 하다. 그는 요르단 북부의 알후슨에서 태어났으며, 6일 전쟁과 카라메흐 전투 당시 요르단 육군 제48보병대대를 이끌기도 했다. 1967년 전쟁 이후 그는 준장으로 진급했고, 퇴역 때까지요르단 아랍군에 남았다. 그는 앗사무 사건 때 보여준 활약으로 잘 알려져 있다.

## 앗사무 사건
아사드 간마는 앗사무 사건에서 요르단 육군 제48보병대대의 대대장을 맡았다. 이 부대는 전장에 가장 먼저 도착한 요르단의 군부대였다. 이스라엘 군대가 앗사무에서 기습 공격을 가했을 때, 요르단 군대는 제한을 받았으며, 이스라엘과의 국경에서 600km 떨어진 지역에 파견되었다. 이로 인해 아사드 간마가 이끄는 군부대만이 유일하게 앗사무에서 공백 상태에 있던 지역에 주둔하고 있던 군부대였다. 이스라엘 군대는 11대의 센추리온 전차와 50대의 기갑차량, 500명의 공수부대원으로 구성되어 있었으며 다소 우라강 폭격기와 8대의 야포로부터 지원을 받고 있었다.
이스라엘 군대가 앗사무와 교외 지역으로 진입하자 간마의 부대는 3개 중대로 나뉘어 이스라엘의 봉쇄 지점으로 진격해 앗사무의 북서쪽에서 제재를 받았다. 다른 2개의 요르단 중대도 북동쪽에서 공격을 받았지만, 요르단 군대는 마을에 진입해 이스라엘의 군부대와 근접전을 벌였다. 15명의 요르단 병사와 3명의 민간인이 사망했고, 54명이 부상을 입었으며 앗사무의 건물과 산업 시설이 심각하게 파괴되거나 손상을 입었다. 이스라엘 사령관이 사망하고 10명의 병사가 부상을 입었다. 하지만 이 전투 이후에 아사드 간마는 전투에서 무공을 세운 공로를 인정받아 요르단의 후세인 1세 국왕으로부터 훈장을 받았다.